# Men's Rimouski Challenger 2013
Il Men's Rimouski Challenger 2013 è stato un torneo di tennis facente parte della categoria ATP Challenger Tour nell'ambito dell'ATP Challenger Tour 2013. È stata la 7ª edizione del torneo che si è giocata a Rimouski in Canada dal 18 al 24 marzo 2013 su campi in cemento indoor e aveva un montepremi di $35,000+H.

## Partecipanti singolare

### Teste di serie
| Nazionalità | Giocatore           | Ranking* | Testa di serie |
| ----------- | ------------------- | -------- | -------------- |
| Canada      | Vasek Pospisil      | 128      | 1              |
| Tunisia     | Malek Jaziri        | 129      | 2              |
| Giappone    | Yūichi Sugita       | 138      | 3              |
| Australia   | John Millman        | 161      | 4              |
| Stati Uniti | Bobby Reynolds      | 166      | 5              |
| Germania    | Cedrik-Marcel Stebe | 167      | 6              |
| Polonia     | Michał Przysiężny   | 176      | 7              |

- Ranking al 4 marzo 2013.

### Altri partecipanti
Giocatori che hanno ricevuto una wild card:
- Hugo di Feo
- Filip Peliwo
- Milan Pokrajac
- Brayden Schnur

Giocatori che sono passati dalle qualificazioni:
- Maxime Authom
- Rik De Voest
- Adam El-Mihdawy
- Hiroki Moriya

## Partecipanti doppio

### Teste di serie
| Nazionalità | Giocatore       | Nazionalità | Giocatore          | Ranking* | Testa di serie |
| ----------- | --------------- | ----------- | ------------------ | -------- | -------------- |
| Stati Uniti | James Cerretani | Canada      | Adil Shamasdin     | 158      | 1              |
| Germania    | Philipp Marx    | Romania     | Florin Mergea      | 159      | 2              |
| Australia   | Samuel Groth    | Australia   | John-Patrick Smith | 232      | 3              |
| Sudafrica   | Rik De Voest    | Sudafrica   | Izak van der Merwe | 239      | 4              |

- Ranking al 4 marzo 2013.

### Altri partecipanti
Coppie che hanno ricevuto una wild card:
- Daniel Chu /  Pavel Krainik
- Hugo Di Feo /  Brayden Schnur
- Filip Peliwo /  Milan Pokrajac

## Vincitori

### Singolare
Rik De Voest ha battuto in finale  Vasek Pospisil con il punteggio di 7–6(6), 6–4.

### Doppio
Samuel Groth /  John-Patrick Smith hanno battuto in finale  Philipp Marx /  Florin Mergea con il punteggio di 7–6(5), 7–6(7)